# فتحي شبال
فتحي شبال (بالفرنسية: Fathi Chebel)‏ لاعب كرة قدم جزائري دولي سابق بمركز خط الوسط
ولد في 18-8-1956 في ليون - فرنسا
بدايته مع كرة القدم كانت مع نادي شازاي أزارغاس ثم انتقل لنادي فيلفرانش بوجولي اين ابان على مؤهلاته في الفئات الصغرى
سنة 1975 كانت البداية الحقيقية لشبال فتحي مع كرة القدم حيث امضى لنادي نانسي حيث لعب اربع مواسم من احسن ما لعب في مشواره الكروي بفضل مؤهلاته الكروية
سنة 1979 امضى لنادي متز ولعب معه لموسم واحد لينتقل بعد ذلك لنادي بيزانسون ولعب معه كذلك موسم واحد ليعرج سنة 1981 لنادي الرياض السعودي
سنة 1982 امضى لنادي راسينغ باريس ومر بفترات رائعة بهذا الفريق وحقق معه الصعود للقسم الأول
سنة 1985 انتقل لنادي بيزيي لعب معه موسم واحد
بعد ذلك لعب لنوادي بورج ومارتيغ وكريتاي ولنس. ليعود سنة 1990 لنادي كريتاي وينهي مشواره الكروي .
حاز شبال على كاس فرنسا مع نادي نانسي سنة 1978
استدعي للفريق الوطني 30 مرة أهمها مشاركته في تصفيات كاس العالم سنة 1982 بإسبانيا وتسجيله أحد أهذاف الفريق الوطني حلال لقاء الذهاب في الدور الاخير من التصفيات ضد نيجيريا بلاغوس وكان ضمن القائمة المشاركة في كاس العلم 1986 بالمكسيك.

## روابط خارجية
- فتحي شبال على موقع الاتحاد الدولي (مؤرشف)  (الإنجليزية)
- فتحي شبال على موقع قاعدة بيانات كرة القدم.إي يو (الإنجليزية)
- فتحي شبال على موقع ناشيونال فوتبول تيمز (الإنجليزية)
- فتحي شبال على موقع عالم كرة القدم.نت (الإنجليزية)
- Profile
- Biography